# Кистенево (Нижегородская область)
Кистенево — село в Большеболдинском районе Нижегородской области. Входит в состав Черновского сельсовета.

## География
Абсолютная высота центра селения над уровнем моря — 145 м.

### Часовой пояс
Село Кистенево, как и вся Нижегородская область, находится в часовой зоне МСК (московское время). Смещение применяемого времени относительно UTC составляет +3:00.

## История
В 1830 году, когда А. С. Пушкин заключил брак с Н. Н. Гончаровой, его отец С. Л. Пушкин владел селом, однако значительная часть его была заложена в Опекунский совет. Позднее название села было обыграно в названии деревни Кистеневка в романе «Дубровский», а фамилия главного героя взята у исторических владельцев соседнего села Апраксино.

## Население
| 1999 | 2002 | 2010 |
| ---- | ---- | ---- |
| 104  | ↘80  | ↘42  |

## Улицы
В селе имеются две улицы: Дубровского и Школьная.